# باشگاه فوتبال رئال مدریز
باشگاه فوتبال رئال مدریز یک تیم فوتبال نیکاراگوئه‌ای است که در لیگ برتر کشور بازی می کند و در سوموتو مستقر است.